# Règles de Chargaff

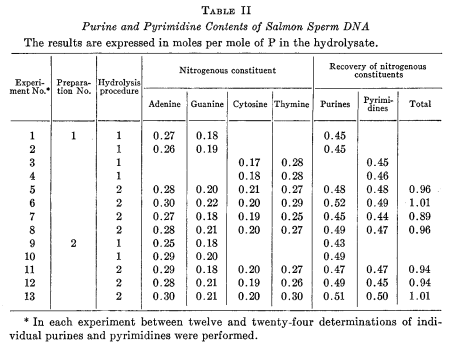
Résultats de Chargaff concernant l'ADN du saumon

Les règles de Chargaff indiquent que l'ADN de n'importe quelle cellule ou de tout organisme doit avoir un rapport de 1 pour 1 entre les bases puriques et les bases pyrimidiques et, plus précisément, que la quantité de guanine est égale à la quantité de cytosine, et que la quantité d'adénine est égale à la quantité de thymine. Cette tendance se retrouve dans les deux brins de l'ADN. Elles ont été découvertes par le chimiste autrichien Erwin Chargaff.

## Première règle de la parité
La première règle stipule qu'une molécule d'ADN double-brin comporte l'égalité suivante entre les pourcentages de paires de base: %A = %T et %G = %C. La validation rigoureuse de cette règle constitue la base des paires Watson-Crick dans la double hélice d'ADN.

## Seconde règle de la parité
La deuxième règle veut que les deux égalités qui précèdent soient valables pour chacun des deux brins d'ADN. Cela décrit une caractéristique globale de la composition en bases d'un ADN simple brin.